# Christian Heindl
Christian Heindl (* 3. April 1964 in Wien) ist ein österreichischer Musikwissenschaftler und Journalist.

## Biografie
Nach der Matura am Wiener Bernoulligymnasium studierte Heindl Musikwissenschaft, Theaterwissenschaft und Skandinavistik an der Universität Wien. Im Jahr 1998 fand die Promotion zum Dr. phil. mit einer Dissertation zum Thema „Iván Eröd. Leben – Werke – Analysen“ statt.
Seit 1987 arbeitet er als freier Kulturjournalist bzw. Redakteur in Printmedien und Hörfunk, in weiterer Folge auch im Internet u. a. für die ÖMZ, Wiener Zeitung, Opernwelt, nmz, das mica und die Pressburger Zeitung. Insgesamt verfasste er mehr als 1500 Publikationen: Kritiken, Reportagen, Porträts, Interviews, Werkbeschreibungen, Programmhefte, CD-Booklets, wissenschaftliche Artikel sowie Lexikabeiträge für Grove, MGG, KDG, Österreichisches Biographisches Lexikon. 2002 war er Herausgeber der Festschrift zum 100. Geburtstag von Jenő Takács. 1989–2010 war er Sendungsgestalter und Moderator in der Musikabteilung des ORF/Hörfunk (Sendereihen: „Pasticcio“, „Opernkonzert“, „Aus der Welt der Oper“, „Studio Neuer Musik“, „Zeit-Ton“, „Alles über Musik“, „Aus dem Konzertsaal“, 1991–1993 Redakteur der Ö1-Reihe „Musikland Österreich“) und Mitgestalter von Sendungen bei Radio Stephansdom.
Ab 1991 organisierte und moderierte Heindl Komponistenporträts im Kunstverein Wien – Alte Schmiede, wobei zahlreiche österreichische Komponisten der jungen Generation auf diese Weise erstmals in Porträtkonzerten präsentiert wurden. Schwerpunktmäßig gestaltete er auch Präsentationen ausländischer Komponisten, so einen großen Slowakei-Schwerpunkt 1991 und das Festival „Nordlicht 96“ mit Musik aus Dänemark, Finnland, Norwegen und Schweden. Wichtige Einzeldarstellungen galten etwa der Britin Roxanna Panufnik und dem Franzosen Eric Tanguy. Ein weiterer Schwerpunkt in allen Arbeitsbereichen war schon ab den frühen 1990er-Jahren der Einsatz für die Wieder- und teils erstmalige Entdeckung durch den Nationalsozialismus vertriebener Komponisten wie Hans Gál, Joseph Horovitz, Erich Wolfgang Korngold und Ernst Toch.
1996 gründete er mit Wolfgang Seierl das alljährlich um den Todestag von Anton Webern am 15. September stattfindende Komponistenforum Mittersill „ein klang“, das er mit diesem und Hannes Raffaseder bis 2003 leitete. In dieser Zeit wurden rund 40 Komponisten aus zwölf Nationen sowie Künstler wie Christian Muthspiel, Wolfgang Muthspiel, Benjamin Schmid, Ensemble die reihe, Christina Zurbrügg u. v. a. eingeladen; die Zusammenarbeit endete aufgrund unterschiedlicher Auffassungen über die künftige Ausrichtung des Projekts.
Mehrfach konnte Heindl den Transfer in Privatbesitz befindlicher Manuskriptarchive an öffentliche Sammlungen (Österreichische Nationalbibliothek, WienBibliothek, Land Niederösterreich) initiieren. 1999–2007 arbeitete er als leitender Angestellter im Bereich Werbung, Information und Archiv des Wiener Musikverlags Doblinger. Er war Mitgestalter der Verlagswebsite, entwickelte die Kundenzeitung zu einem zeitgemäßen Musikmagazin und war vielfach für die persönliche Betreuung der Verlagskomponisten zuständig. 2001 wirkte er mit Zsigmond Kokits und Walter Weidringer als Kurator der Ausstellung „125 Jahre Doblinger“ im Oratorium der Österreichischen Nationalbibliothek.
Neben einer Moderations- und Vortragstätigkeit im In- und Ausland nimmt Heindl regelmäßig an internationalen musikwissenschaftlichen Symposien zur Musik des 19.–21. Jahrhunderts teil: Johann-Strauß-Kongress Wien 1999, Karl-Schiske-Symposion Wien 1999, „Die österreichische Symphonie im 20. Jahrhundert“ Wien 2000, Jenő-Takács-Symposion Oberschützen 2007, „Stifled Voices: Music, Oppression and Exile in the 20th Century“ London 2008, „Österreichisch-tschechische Musikbeziehungen seit 1918“ Wien 2010 (Organisation gemeinsam mit Lukas Haselböck), „Trends in New Music“ Brünn 2011, „Exilmusik“ Schwerin 2012. Im Jahr 2020 kuratierte er die wissenschaftliche Tagung „Kurt Schwertsik und der Begriff der Moderne im Wandel“ für das Archiv der Zeitgenossen an der Donau-Universität Krems. Seit 2008 ist er Sekretär des Komponisten Kurt Schwertsik. Zu seinen sonstigen fachlichen Tätigkeiten zählen Jurymitgliedschaften (Österreichisches Staatsstipendium, Vorarlbergisches Landesstipendium für Komposition, Kompositionswettbewerbe, Förderungen), Projektkuratorenschaft für das mica, dramaturgische Beratung für das Staatsorchester Stuttgart, das Österreichische Kulturforum Warschau u. a.; 2014 war er einer der wissenschaftlichen Mitarbeiter der Fernsehdokumentation „Geister, die sich scheiden – Richard Strauss und Kurt Weill“ (3sat).

## Ehrenamtliche Tätigkeiten
- 1982–1984 Organist in der Pfarrkirche Kagraner Anger
- seit 2005 stellvertretender Vorsitzender der Paul-Kont-Gesellschaft Wien
- 2008–2011 Präsident der Österreichischen Gesellschaft für zeitgenössische Musik (ÖGZM) (2008–2013 Mitglied des Vorstands)
- seit 2008 Präsident des Kuratoriums der Jenő-Takács-Stiftung

## Schriftstellerische Arbeiten (Auswahl)

### Libretti
- Septemberpapst. Kurzoper (1990; Musik: Edwin Baumgartner, Uraufführung Wien 1992)
- Rip van Winkle. Volkstümliche Oper in drei Akten nach einer Novelle von Washington Irving (1990)
- Ein Kind mordet. Oper (Fragment, 1991/92)
- Die letzten Menschen. Kurzoper in fünf Szenen (1992)
- Gelkes Tod. Oper (1992)
- Orpheus. Kammeroper (Fragment, 1993)
- Die Kühe von Schleiwitz. Groteske Oper (Fragment, 1994)
- Mord in der Godolphin Street. Kammeroper in einem Akt (2000; Musik: Kurt Rapf)
- Wallenberg. Oper (in Arbeit, ab 2001)
- Die grüne Mutter. Musikdramatische Szenenfolge nach dem Bericht „Die Seele der Papaya“ von Varda Hasselmann (2009–2013; Musik: Roman Pawollek)

### Lyrik
- Ameisen. (2009)
- Wiener Lieder. 12 Gedichte (2011–2013), daraus: Die Ausländer (Musik: Šimon Voseček, Uraufführung Budapest 2013)
- Fünf lyrische Episoden. 5 Gedichte (2014), daraus: Sinnliches Intermezzo (Musik: Helmut Schmidinger, Uraufführung Wien 2014)

## Auszeichnungen und Förderungen
- 1994 Förderungspreis für Geisteswissenschaften des Theodor Körner Fonds für seine Porträtserien lebender österreichischer Komponisten in Zeitung und Hörfunk
- 2014 Goldenes Ehrenzeichen für Verdienste um die Republik Österreich
- 2021 Berufstitel „Professor“